# Grupa generała Edwarda Śmigłego-Rydza
Grupa generała Edwarda Śmigłego-Rydza – wyższy związek taktyczny Wojska Polskiego z okresu wojny polsko-bolszewickiej.

## Formowanie grupy
Kolejny raz Grupa zorganizowana została tuż przed ofensywą wojsk polskich na Ukrainie w kwietniu 1920.
Funkcje dowództwa i sztabu grupy spełniało dowództwo 1 Dywizji Piechoty Legionów, a na jej czele stał etatowy dowódca 1 DP Leg gen. Edward Śmigły-Rydz. Tego typu improwizacja powodowała, że obowiązki dowódcy dywizji pełnił jego zastępca, a dowódcy brygad piechoty mieli znacznie szerszy niż normalnie zakres odpowiedzialności i działania.

## Struktura organizacyjna
Skład 16 kwietnia 1919:
- dowództwo grupy
- trzy bataliony 1 pułku piechoty Legionów
- dwa bataliony 5 pułku piechoty Legionów
- batalion 6 pułku piechoty Legionów
- bateria 9 pułku artylerii polowej
- bateria 6 pułku artylerii polowej
- kompania telegraficzna

W sumie Grupa liczyła około 3 000 oficerów i żołnierzy
Skład 17 kwietnia 1920:
- dowództwo grupy
- 1 Dywizja Piechoty Legionów
- 7 Dywizja Piechoty
- 3 Brygada Jazdy
  - 2 pułk ułanów
  - 5 pułk ułanów
  - 12 pułk ułanów
  - 1 i 2 /3 dywizjonu artylerii konnej
- grupa artylerii ciężkiej
- trzy plutony samochodów pancernych
- bateria motorowa
- 6 kolumna automobilowa
- 78 kolumna automobilowa